# Nevada (Iowa)
Nevada település az Amerikai Egyesült Államok Iowa államában, Story megyében, melynek megyeszékhelye is. Lakosainak száma 6925 fő (2020. április 1.).

## Népesség
A település népességének változása:
| Lakosok száma | 6658 | 6798 | 6925 |
|               | 2000 | 2010 | 2020 |